# Hoplia gilleti
Hoplia gilleti är en skalbaggsart som beskrevs av Hardy 1977. Hoplia gilleti ingår i släktet Hoplia och familjen Melolonthidae. Inga underarter finns listade i Catalogue of Life.